# Donald Calloway
Donald Calloway, MIC (* 29. Juni 1972 in Dearborn, Michigan) ist ein amerikanischer Autor und römisch-katholischer Priester. Er ist bekannt für seine Bekehrungsgeschichte und sein 2020 erschienenes Buch Weihe an den Hl. Josef. Die Wunder unseres geistlichen Vaters.

## Leben
Calloway verbrachte seine frühen Jahre in West Virginia und wuchs in Südkalifornien, in Los Angeles und San Diego, auf. Er beschreibt seine Jugend als problematisch, er habe bereits im Alter von 11 Jahren Drogen genommen und die High School abgebrochen.
Eines Abends las er das Buch Die Königin des Friedens besucht Medjugorje. Nach der Lektüre dieses Buches, das sein Leben verändert habe, bekehrte er sich zum katholischen Glauben.
Calloway studierte Theologie am Dominican House of Studies in Washington, D.C. und erwarb unter anderem den Grad eines Baccalaureate in Sacred Theology (S. T. B.) und eines Licentiate of Sacred Theology (S. T. L.). 2003 empfing er die Priesterweihe am National Shrine of The Divine Mercy in Stockbridge (Massachusetts). 2020 verfasste er eine Weihe an den heiligen Josef und veröffentlichte ein Buch mit demselben Titel. Calloways Weihe an den heiligen Josef ist der Marienweihe des heiligen Ludwig von Montfort nachempfunden.
Calloways Buch Consecration to St. Joseph: The Wonders of Our Spiritual Father wurde weltweit mehr als eine Million Mal verkauft und ist in über fünfzehn Sprachen erhältlich.

## Schriften (Auswahl)
- No Turning Back: A Witness to Mercy (2007)[7][8]
- Purest of All Lilies: The Virgin Mary in the Spirituality of St. Faustina (2008)[9]
- Under the Mantle: Marians Thoughts from a 21st Century Priest (2013)[10]
- Marian Gems: Daily Wisdom on Our Lady (2014)[11]
- Mary of Nazareth: The Life of Our Lady in Pictures (2014)[12]
- Rosary Gems: Daily Wisdom on the Holy Rosary (2015)
- Champions of the Rosary (2016)
- How to Pray the Rosary (2017)
- 6 Champions of the Rosary: The Essential Guide to the Greatest Heroes of the Rosary (2017)
- St. Joseph Gems: Daily Wisdom on Our Spiritual Father (2018)[13][14]
- 10 Wonders of the Rosary (2019)
- Consecration to St. Joseph: The Wonders of Our Spiritual Father (2020)[15][16][17]
- Consecration to St. Joseph for Children and Families mit Scott L. Smith, Jr. (2022)
- 30-Day Eucharistic Revival. A Retreat with St. Peter Julian Eymard. (2024)
- Sacred Heart Gems. Daily Wisdom on the Heart of Jesus. (2024)

Auf Deutsch sind erschienen:
- Weihe an den Hl. Josef. Die Wunder unseres geistlichen Vaters. FE-Medienverlag 2021. ISBN 978-3-86357-307-2
- Kämpfer des Rosenkranzes. Die Geschichte und die Verkünder einer geistlichen Waffe. FE-Medienverlag 2024. ISBN 978-3-86357-408-6